# Morkillia
- Commons
- Wikispecies

Morkillia é um género botânico pertencente à família Zygophyllaceae.

## Espécies
- Morkillia acuminata
- Morkillia mexicana

1. ↑  «Morkillia — World Flora Online». www.worldfloraonline.org. Consultado em 19 de agosto de 2020